# Crocosmia pearsei
Crocosmia pearsei är en irisväxtart som beskrevs av Anna Amelia Obermeyer. Crocosmia pearsei ingår i släktet montbretior, och familjen irisväxter. Inga underarter finns listade i Catalogue of Life.